# Durfort-et-Saint-Martin-de-Sossenac
Durfort-et-Saint-Martin-de-Sossenac ist eine Gemeinde im französischen Département Gard in der Region Okzitanien. Sie gehört zum Kanton Quissac und zum Arrondissement Le Vigan. Sie grenzt im Nordwesten an Fressac, im Norden an Saint-Félix-de-Pallières, im Nordosten an Tornac, im Osten an Saint-Nazaire-des-Gardies, im Südosten an Saint-Jean-de-Crieulon, im Süden an Sauve, im Südwesten an Conqueyrac und im Westen an Monoblet.
Einen Kilometer vom Dorf entfernt wurde 1869 ein Mammutskelett („Südelefant“) entdeckt. Bei Ausgrabungen wurden auf einer Fläche von ca. 6000 m² die Reste von insgesamt vier Mammuten, vier Nilpferden, fünf Bisons, vier großen Hirschen und einem Nashorn gefunden. Die freigelegten Knochen waren jedoch sehr mürbe. Nur ein einziges Skelett – das sogenannte „Mammut von Durfort“ – konnte vollständig geborgen und erhalten werden. Es wird auf ein Alter von ca. 2 Millionen Jahren datiert wurde und heute im Muséum national d’histoire naturelle in Paris ausgestellt.

## Bevölkerungsentwicklung
| Jahr      | 1962 | 1968 | 1975 | 1982 | 1990 | 1999 | 2008 | 2017 |
| --------- | ---- | ---- | ---- | ---- | ---- | ---- | ---- | ---- |
| Einwohner | 471  | 454  | 410  | 388  | 492  | 595  | 676  | 685  |

## Sehenswürdigkeiten
- Kirche Saint-Thomas
- reformierte Kirche
- Tour de Durfort